# Wieselgrensplatsen
Wieselgrensplatsen är ett torg i stadsdelarna Brämaregården och Rambergsstaden i stadsdelsnämndsområdet Lundby på Hisingen i Göteborg, uppkallat efter Peter Wieselgren. Det fick sitt namn år 1944.
Vid Wieselgrensplatsen finns Lundby sjukhus. Kvarteren runtomkring består av landshövdingehus. Torget tillhör de mer centrala delarna av Hisingen.
Wieselgrensplatsen var från år 1915 en plats mellan Härlandavägen och dåvarande Wieselgrensgatan i stadsdelen Bagaregården. Namnet har utgått på grund av ändring i stadsplanen.